# Vertige de la page blanche
Pour plus de détails, voir Fiche technique et Distribution.
Vertige de la page blanche est un film belge réalisé par Raoul Ruiz et sorti en 2003. Le thème du film est la justice, et le fait de juger.

## Synopsis
Un jury de festival de cinéma juge un film dans lequel un jury d'assises juge des terroristes qui avaient kidnappé un juge afin de le juger.

## Fiche technique
- Titre anglais : Vertigo of the Blank Page
- Réalisation : Raoul Ruiz
- Scénario : Raoul Ruiz
- Photographie : Nicolas Guicheteau
- Format : Vidéo[2]
- Montage : Yannick Leroy
- Durée : 81 minutes[3]
- Date de sortie: 
  - Québec : 1er septembre 2003 (Festival du film de Montréal)

## Distribution
- Patrick Azam
- Philippe Bombled
- Sophie Bourdon
- Carlos Chahine
- Albane Fioretti
- Florence Hebbelynck
- Sébastien Hébrant
- Magali Montoya
- Antoine Oppenheim
- Aurélien Patouillard
- Christophe Sermet
- Isabella Soupart
- Véronique Varlet